# Nana Takagi
Nana Takagi (髙木 菜那), née le 2 juillet 1992 à Makubetsu, est une patineuse de vitesse japonaise. Elle est la sœur de la patineuse de vitesse Miho Takagi.

## Carrière
Nana Takagi remporte aux Championnats du monde simple distance de patinage de vitesse la médaille d'or en poursuite par équipes en 2015, la médaille d'argent en poursuite par équipes en 2016 et 2017 et la médaille d'argent en mass start en 2017.
Elle est médaillée d'or en poursuite par équipes aux Jeux asiatiques d'hiver de 2017. Elle renouvelle cette performance aux Jeux olympiques d'hiver de 2018 et devient championne olympique par équipe.

## Palmarès

### Jeux olympiques d'hiver
| Épreuve / Édition   | 500 mètres | 1 000 mètres | 1 500 mètres | 3 000 mètres | 5 000 mètres | Mass start                     | Poursuite par équipes              |
| JO 2014 Sotchi      | —          | —            | 32e          | —            | —            | —                              | 4e                                 |
| JO 2018 Pyeongchang | —          | —            | —            | —            | 12e          | Médaille d'or, Jeux olympiques | Médaille d'or, Jeux olympiques     |
| JO 2022 Pékin       | —          |              | 8e           | —            | —            |                                | Médaille d'argent, Jeux olympiques |

Légende :
- : première place, médaille d'or
- : deuxième place, médaille d'argent
- : troisième place, médaille de bronze
- : pas d'épreuve
- — : Non disputée par le patineur
- DSQ : disqualifiée